# Братське (Чечня)
Братське (рос. Братское) — село у Надтеречному районі Чечні Російської Федерації.
Населення становить 5632 особи (2019). Входить до складу муніципального утворення Братське сільське поселення.

## Історія
Згідно із законом від 20 лютого 2009 року органом місцевого самоврядування є Братське сільське поселення.

## Населення
| 1990  | 2002  | 2010  | 2012  | 2013  | 2014  | 2015  |
| ----- | ----- | ----- | ----- | ----- | ----- | ----- |
| 3436  | ↗5042 | ↘5000 | ↗5207 | ↗5330 | ↗5446 | ↗5473 |
| 2016  | 2017  | 2018  | 2019  |       |       |       |
| ↗5532 | ↗5604 | ↘5594 | ↗5632 |       |       |       |